# 加西市立加西中学校
加西市立加西中学校（かさいしりつ かさいちゅうがっこう）は、兵庫県加西市上宮木町にある公立中学校。

## 部活動

### 運動部
- 野球部
- サッカー部
- 剣道部
- 女子ソフトテニス部
- 陸上競技部
- 男子バレーボール部
- 女子バスケットボール部

### 文化部
- 吹奏楽部
- 美術部

## 校区
- 加西市立九会小学校
- 加西市立富合小学校

## 交通アクセス
- 北条鉄道 北条町駅下車、駅前「アスティかさい」バス停より
  - 神姫バス青野原病院行き「加西中学校前」バス停下車

## 校区が隣接している学校
- 加西市立善防中学校
- 加西市立北条中学校
- 加西市立泉中学校
- 加東市立滝野中学校
- 小野市立河合中学校
- 小野市立小野南中学校
- 加古川市立義務教育学校両荘みらい学園
- 加古川市立志方中学校